# Martigny (district)
Het district Martigny (Duits: Bezirk Martinach) in het Zwitserse kanton Wallis omvat de volgende gemeenten:
| Gemeentenaam   | Inwoners (x) | Oppervlakte (km²) |
| -------------- | ------------ | ----------------- |
| Bovernier      | 835          | 12,9              |
| Charrat        | 1.552        | 7,6               |
| Fully          | 8.181        | 37,8              |
| Isérables      | 879          | 15,3              |
| Leytron        | 2.972        | 26,9              |
| Martigny       | 17.215       | 24,9              |
| Martigny-Combe | 2.314        | 37,7              |
| Riddes         | 2.894        | 23,9              |
| Saillon        | 2.363        | 13,7              |
| Saxon          | 4.993        | 23,2              |
| Trient         | 161          | 39,6              |

Brig · Conthey · Entremont · Goms · Hérens · Leuk · Martigny · Monthey · Östlich Raron · Saint-Maurice · Sierre · Sion · Visp · Westlich Raron